# Enoploderes bicolor
Enoploderes bicolor är en skalbaggsart som beskrevs av Nobuo Ohbayashi 1941. Enoploderes bicolor ingår i släktet Enoploderes och familjen långhorningar. Inga underarter finns listade i Catalogue of Life.